# Frédéric Xhonneux
Frédéric Xhonneux (Brussel, 11 mei 1983) is een Belgische atleet, die de tienkamp en zevenkamp beoefende.

## Loopbaan
Xhonneux, die in 2003 voor de eerste maal Belgisch kampioen werd op de tienkamp, nam deel aan enkele grote internationale toernooien. Zo werd hij op de tienkamp veertiende op de wereldkampioenschappen van 2005 in Helsinki. In 2007 klasseerde hij zich als negende op de Europese indoorkampioenschappen zevenkamp.
Op 10 en 11 mei 2008 nam Frédéric Xhonneux deel aan de 21e editie van het Multistars evenement in het Italiaanse Desenzano del Garda. Tot ieders verrassing won Xhonneux deze meeting op de dag van zijn 25-ste verjaardag niet alleen, met een score van 8142 punten verbeterde hij ook het nog geen jaar oude Belgische record van Hans Van Alphen met bijna 100 punten. Dit resultaat gaf hem recht op deelname aan de Olympische Spelen in Peking. In de Chinese hoofdstad kon hij de prestatie die hij aan het begin van het seizoen had geleverd, echter niet herhalen. Op de eerste dag blesseerde Xhonneux zich bij het hoogspringen en werd hij daardoor gedwongen om op het laatste nummer van de eerste dag, de 400 m, de strijd te staken.

## Einde
In september 2015 liet Xhonneux weten dat hij stopt met topsport.

## Belgische kampioenschappen
Outdoor
| Onderdeel | Jaar                         |
| --------- | ---------------------------- |
| tienkamp  | 2003, 2006, 2007, 2011, 2013 |

Indoor
| Onderdeel          | Jaar       |
| ------------------ | ---------- |
| hink-stap-springen | 2004, 2005 |

## Statistieken

### Persoonlijke records
Outdoor
| Onderdeel            | Prestatie      | Wind (m/s) | Datum             | Plaats              |
| -------------------- | -------------- | ---------- | ----------------- | ------------------- |
| 100 m                | 11,28 s        | +1,2       | 9 augustus 2005   | Helsinki            |
| 400 m                | 48,52 s        |            | 2 augustus 2008   | Dilbeek             |
| 1500 m               | 4.13,05        |            | 4 juni 2006       | Arles               |
| 110 m horden         | 14,76 s        | +0,6       | 15 juli 2005      | Erfurt              |
| hoogspringen         | 2,04 m         |            | 1 juli 2006       | Monzón              |
| polsstokhoogspringen | 4,95 m         |            | 11 mei 2008       | Desenzano del Garda |
| verspringen          | 7,33 m         | +1,7       | 10 mei 2008       | Desenzano del Garda |
| hink-stap-springen   | 15,01 m        |            | 9 juli 2006       | Brussel             |
| kogelstoten          | 14,79 m        |            | 10 mei 2008       | Desenzano del Garda |
| discuswerpen         | 45,36 m        |            | 11 mei 2008       | Desenzano del Garda |
| speerwerpen          | 63,56 m        |            | 11 mei 2008       | Desenzano del Garda |
| tienkamp             | 8142 p (ex-NR) |            | 10/11 mei 2008    | Desenzano del Garda |
| twintigkamp          | 13099 p (NR)   |            | 14 september 2014 | Delft               |

Indoor
| Onderdeel            | Prestatie | Datum            | Plaats          |
| -------------------- | --------- | ---------------- | --------------- |
| 60 m                 | 7,23 s    | 3 maart 2007     | Birmingham      |
| 1000 m               | 2.33,57   | 27 februari 2005 | Gent            |
| 60 m horden          | 8,36 s    | 28 januari 2006  | Gent            |
| hoogspringen         | 2,04 m    | 5 februari 2005  | Nogent-sur-Oise |
| polsstokhoogspringen | 4,80 m    | 4 maart 2007     | Birmingham      |
| verspringen          | 7,21 m    | 10 februari 2007 | Gent            |
| kogelstoten          | 14,28 m   | 28 januari 2012  | Gent            |
| zevenkamp            | 5720 p    | 4 maart 2007     | Birmingham      |

### Opbouw PR meerkamp en potentie op basis van PR's
In de tabel staat de uitsplitsing van het persoonlijk record op de tienkamp. In de kolommen ernaast staat ook het potentieel record, met alle persoonlijke records op de losse onderdelen en de bijbehorende punten. Opmerkelijk gelijkmatig zijn zijn prestaties, niets onder de 750 punten en niets boven de 900.
|                      | Uitsplitsing PR | Uitsplitsing PR | Uitsplitsing PR |              | Potentieel record | Potentieel record |
| Onderdeel            | Prestatie       | Wind (m/s)      | Punten          | Pers. record | Punten            |                   |
| -------------------- | --------------- | --------------- | --------------- | ------------ | ----------------- | ----------------- |
| 100 m                | 11,42           | -0,3            | 769             | 11,28        | 799               |                   |
| verspringen          | 7,33            | +1,7            | 893             | 7,33         | 893               |                   |
| kogelstoten          | 14,79           |                 | 777             | 14,79        | 777               |                   |
| hoogspringen         | 1,95            |                 | 758             | 2,04         | 840               |                   |
| 400 m                | 49,60           |                 | 833             | 48,52        | 884               |                   |
| 110 m horden         | 15,05           | +0,3            | 843             | 14,76        | 879               |                   |
| discuswerpen         | 45,36           |                 | 774             | 45,36        | 774               |                   |
| polsstokhoogspringen | 4,95            |                 | 895             | 4,95         | 895               |                   |
| speerwerpen          | 63,56           |                 | 792             | 63,56        | 792               |                   |
| 1500 m               | 4.20,53         |                 | 808             | 4.13,05      | 860               |                   |
| Puntentotaal         |                 |                 | 8142            |              | 8393              |                   |

## Palmares

### verspringen
- 2005:  BK AC - 7,26 m

### hink-stap-springen
- 2001:  BK AC - 14,39 m
- 2002:  BK indoor AC - 14,23 m
- 2003:  BK indoor AC - 14,83 m
- 2003:  BK AC - 14,79 m
- 2004:  BK indoor AC - 14,72 m
- 2004:  BK AC - 14,70 m
- 2005:  BK indoor AC - 15,02 m
- 2006:  BK AC - 15,01 m
- 2015:  BK indoor AC - 14,83 m
- 2016:  BK AC - 14,75 m
- 2017:  BK indoor AC - 14,67 m
- 2017:  BK AC - 15,01 m

### polsstokhoogspringen
- 2007:  BK AC - 4,60 m

### zevenkamp
- 2006:  BK indoor - 5644 p
- 2007:  BK indoor - 5700 p
- 2007: 9e EK indoor - 5720 p

### tienkamp
- 2003:  BK AC in Herentals - 6917 p
- 2005: 14e WK in Helsinki - 7616 p
- 2006:  BK AC in Herve - 7529 p
- 2007:  BK AC  in Beveren - 7798 p
- 2008: DNF OS in Peking
- 2011:  BK AC in Heusden-Zolder - 7713 p
- 2013:  BK AC in Herentals - 7500 p
- 2013: 5e Jeux de la Francophonie in Nice - 7289 p